# Casa Europea de la Fotografia
La Casa Europea de la Fotografia (en francès, Maison européenne de la photographie, MEP) és un museu parisenc dedicat a l'exposició de fotografia inaugurat el mes de febrer de 1996. És gestionada per l'associació Paris Audiovisuel – Maison Européenne de la Photographie, fundada l'any 1978 per Jacques Chirac, aleshores alcalde de París, i per iniciativa del crític de cinema Henry Chapier; i compta amb el finançament de l'ajuntament de París.
L'equipament compta amb un centre expositiu, un auditori, una biblioteca i una videoteca.

## Edifici

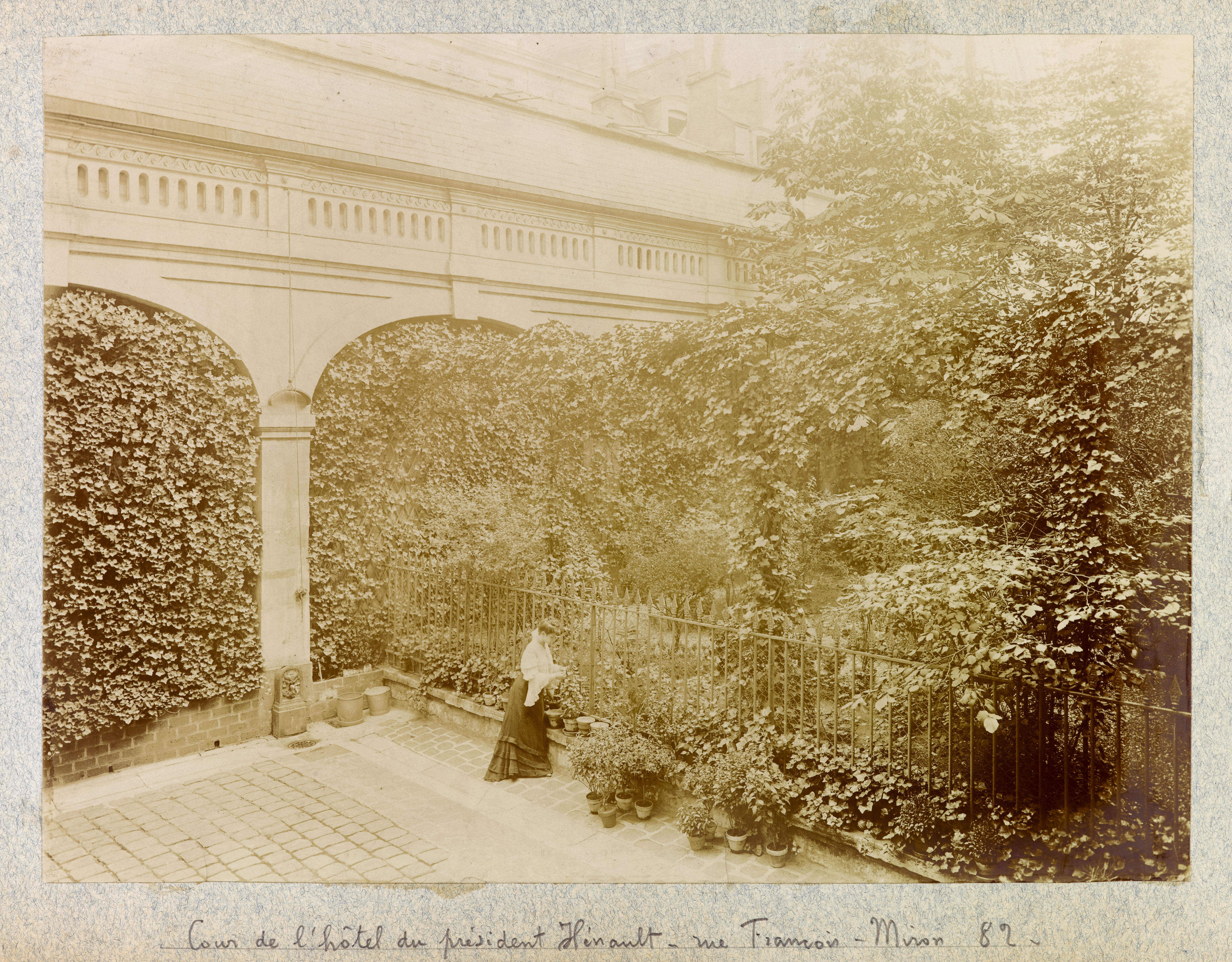
Séeberger - Pati de l'Hôtel Hénaut - carrer François-Miron, 82 (1905)

La Casa Europea de la Fotografia s'allotja dins l'Hôtel Hénault, un hôtel particulier, construït l'any 1706 per Hanáult de Cantobre, fermier général i escriptor. Propietat de l'ajuntament de París des de 1914, l'any 1990 va ser escollida com a seu de la nova institució museística i l'edifici va ser renovat i ampliat per l'estudi de l'arquitecte Yves Lion.

## Col·lecció
La col·lecció de la Casa Europea de la Fotografia conserva més de 25.000 obres representatives de la fotografia internacional dels segles XX i XXI, formada exclusivament per còpies originals. Formen part dels seus fons sèries completes com Les Américains de Robert Frank, Prague 1968 de Josef Koudelka, o Correspondane newyorquaise de Raymond Depardon; a més de fotografies d'autors d'ampli reconeixement com Richard Avedon, Helmut Newton o Irving Penn. La institució compta també amb un important conjunt de fotografia japonesa gràcies a un acord amb l'empresa Dai Nippon Printing.
Hi són representats també fotògrafs espanyols com Alberto García-Alix, Ouka Leele o Jorge Ribalta.
La biblioteca, anomenada Roméo Martínez, va originar-se a partir de la col·lecció particular de l'historiador de la fotografía de qui en pren el nom i, l'any 2018, conservava més de 24.000 llibres especialitzats i 1.400 periòdics.

## Llista de directors
- 1996-2018: Jean-Luc Monterosso[4]
- des de 2018: Simon Baker[4]